# Dephomys
A Dephomys az emlősök (Mammalia) osztályának a rágcsálók (Rodentia) rendjébe, ezen belül az egérfélék (Muridae) családjába tartozó nem.

## Rendszerezés
A nembe az alábbi 2 faj tartozik:
- Dephomys defua Miller, 1900 - típusfaj
- Dephomys eburneae Heim de Balsac & Bellier, 1967